# Patrick Stump
Patrick Stump (* 27. dubna 1984 Evanstone, Illinois) vlastním jménem Patrick Martin Vaughn Stumph je americký zpěvák, skladatel, muzikant, herec, hudební kritik a producent, také známý jako kytarista, pianista. Je hlavním zpěvákem ve skupině Fall Out Boy z Willmete, Illinois. Stump se pustil do sólové kariéry jako vedlejší projekt od Fall Out Boy během jejich přestávky.
Byl kritizován kvůli tomu, že je oduševnělý zpěvák, vhodný pro R&B a jeden z nejlepších hlasů v pop punku, podle magazínu Billboard. S Fall Out Boy se umístil v top 10 skladbách US Billboard nejlepších 100 a jejich album Infinity on High, které se dostalo na 1. místo v top 200 magazínu Billboard. Na první místo se dostala jejich další čtyři alba. Poté skupina značně cestovala, měli více než 1300 vystoupení od založení skupiny v roce 2001. Stump spolupracoval se spoustou umělců a produkoval alba jiných umělců, včetně Cobra Starship a Gym Class Heroes.
Při pauze skupiny Fall Out Boy v roce 2009, vydal svoje sólové debutové album Soul Punk (18. října 2011), na které složil všechny písně a hraje na všechny nástroje. Dokonce se sám vypořádal s výrobou a zafinancováním. Řekl, že to posloužilo jako odbytiště pro hudbu, když nemůže dělat s Fall Out Boy. Remix skladby „This City“ byl vydán jako první a video vytvořil a představoval ho Lupe Fiasco. 22. února 2011 vydal své šesti skladbové EP s názvem Truant Wave. Jeho sólová práce byla hlavním odklonem od pop punku, který hráli Fall Out Boy. Vliv Michaela Jacksona a Prince a spousty dalších umělců je evidentní, i přes jeho oduševnělý elektronický zvuk, který je v albu „soul punk“. Koncertoval po Spojených státech a několikrát i v Evropě, aby podpořil album Soul Punk a Turant Wave a pomohl odstartovat turné Panic! At The Disco, které začalo 9. října 2011. 4. února 2013 Fall Out Boy oznámili svůj oficiální návrat vydáním písně My Songs Know What You Did In The Dark (light ´em up) z alba Save Rock and Roll (2013). EP PAX AM Days bylo vydáno později, 15. listopadu 2013. V roce 2015 vydala skupina Fall Out Boy doposud své poslední album American Beauty/American Psycho, které je velmi schváleno.

## Mládí
Stump se narodil v Evanstone, Illionis, U.S.A., rodičům Davidovi, folkovému zpěvákovi, a Patrícii (roz. Vaughn) Stumph, účetní. Má staršího bratra Kevina (slavný houslista) a má starší sestru Megan.
Vyrůstal v Glenview, v Illiois a navštěvoval Glenbrook South High School (Glenbrookská jižní vysoká škola). Jeho rodiče se rozvedli, když mu bylo 8 let. Vyrostl s vášní pro hudbu. Své nadaní zdědil stejně tak, jako jeho bratr Kevin. Později řekl: „Vždy jsem se věnoval hudbě...Vždy jsem byl dítě přítomnosti.“ Na začátku své kariéry hrál na bicí v různých lokálních klubech v Chicagu, jako Xgrinding processX, Patterson a Arma Angelus. Jeho hudebními vzory byli Michael Jackson, Elvis Costello, Tom Waits a Nat King Cole.

## Kariéra

### Fall Out Boy (2001–2009; 2013–přítomnost)
Skupinu Fall Out Boy založil v létě 2001 kytarista Joe Trohman, když potkal Stumpa, kvůli jejich společnému zájmu o hudbu a později se seznámil Stump s Petem Wentzem. Stump původně v skupině hrál na bicí a neměl předchozí zkušenosti se zpíváním v skupině, ani nebral lekce zpěvu. Stump se stal zpěvákem neochotně, jelikož ostatní objevili jeho hlasový rozsah a jeho schopnosti. Stump později řekl, že by pravděpodobně nikdy nezačal zpívat, kdyby to Wentz nenavrhl. Některé změny měli teprve přijít, po kterých začal hrát také na kytaru v skupině, když jejich kytarista skončil těsně před začátkem prvního turné.
Protože skupina nemá specifické kytarové role, Trohman a Stump se střídají mezi hlavní kytarou a rytmickou kytarou při nahrávání a při živých vystoupeních, ačkoliv Stump tvrdí, že je spíše rytmická kytara, protože bubnoval v pozadí. Stump je zpěvákem, kytaristou a Wentz na sebe převzal veškerou povinnost ohledně skládání textů a hraje na bass kytaru. Po roce 2002 se rozpadlo EP s Project Rocket, Fall Out Boy vydali své první mini-album Fall Out Boy's Evening Out with Your Girlfriend (2003). Fall Out Boy vydali své úplné první album Take This to Your Grave v květnu 2003. Toto album přineslo Fall Out Boy první fanoušky. Stump se rozhodl odstranit si ze jména „h,, kvůli častým chybám, špatné výslovnosti a kvůli obalu alba, když mu bylo 16.
V roce 2003 Stump a ostatní podepsali smlouvu s Island Records a vydali EP  My “Heart Will Always Be the B-Side to My Tongue„ CD a DVD v roce 2004, aby udrželi fanoušky, zatímco nahrávali hlavní debutové album. EP se dostalo na 153. místo v nejlepších 200 v magazínu Billboard. Poté následovalo jejich třetí album From Under the Cork Tree z roku 2005, které bylo průlomem skupiny. Od té doby byli dvakrát oceněni platinovou cenou RIAA a prodalo se ho více než 2,5 milionů kusů. Album se dostalo na 9. příčku v magazínu Billboard. Hitparády ovládla píseň Sugar, We're Going Down, úspěchu se také dočkala druhá skladba Dance, dance. Skupina měla turné od roku 2005 do roku 2006, aby podpořili album From Under the Cork Tree. Fall Out Boy byli nominováni na cenu Grammy za Nejlepší nové umělce roku 2005.
Fall Out Boy třetí studiové album Infinity on High, bylo vydáno v roce 2007 a mělo velký úspěch. Album se dostalo na 1. příčku v Billboard magazínu a prodalo se ho přes 260 000 a stalo se tak číslem jedna. Dostalo se na první příčky i v jiných hitparádách a dostalo se do top pětky na celém světě. Toto album bylo poháněno písní "This Ain't a Scene, It's an Arms Race“ a hned za ní píseň „Thnks fr th Mmrs“. Fall Out Boy pak cestovali rok po celém světě a na podporu alba.
Album Folie à Deux bylo vydáno v prosinci roku 2008, album už ale nebylo tak úspěšné jako Infinity on High, ale skupině přinesla třetí místo v 10 top albech. V magazínu Billboard se tentokrát album umístilo na osmé příčce a prodalo se 150 000 kusů za týden. Pilotní singl „I Do not Care“, přistál na 21. příšku top 100 a stal se platinovým. Skupina byla otevíracím aktem po Blink-182 na turné v roce 2009. Poté vydali album největších hitů „Believers Never Die – Greatest Hits“, později tohoto roku představovali všechna jejich předchozí vydání a dvě nové písně, včetně písně „Aplha Dog“ a dvě další rarity. Na konci roku 2009 skupina oznámila pauzu na dobu neurčito, aby se „uvolnili“ , všichni členové skupiny se věnovali vedlejším projektům, Stump se věnoval sólové kariéře, Trohman a Hurley pomáhali formování superkapely he Damned Things, Wentz spustil experimentální electropop kapelu Black Cards.
4. února 2013 Fall Out Boy nečekaně oznámili svůj návrat novým albem Save Rock and Roll, 12. února 2013 vydali píseň „My Songs Know What You Did in the Dark (Light Em Up)“ stejně jako turné. Skupina odehrála jejich první představení před třemi lety v noci na 4. dubna v Chicagu. Šesté album  American Beauty/American Psycho bylo vydáno v lednu 2015, kterému předcházela píseň „Centuries“.

## Hlas
Jeho hlas je označován jako tenor. I když on sám řekl nedávno v rozhovoru pro MTV: „Podle Wikipedie je můj hlas tenor, ale asi to není v mých silách“.

## Herectví
V lednu 2008, byl pozván, aby vystupoval v televizním krimi-dramatu Law & Order.Se objevil v 2. epizodě 18. řady jako Marty Dressler, pokorný zaměstnanec elektrické společnosti, kde je podezírán z únosu manželky a dcery vedoucího.
V roce 2009 natočil svůj minifilm Moustachette, který byl k vidění na filmovém festivalu. Na internetu se objevil až v roce 2011.
Hrál také v seriálu House, kde se objevuje jako laboratorní technik (17. episoda, 8. serie)
Objevuje se i v The Young Blood Chronicles, to je hudební video (minifilm), který se skládá z 11 částí a je to příběh, ve kterém hrají členové skupiny Fall Out Boy. Tento „minifilm“ měl podpořit nové album Save Rock and Roll.

## Osobní život
Stump si vzal svou dlouholetou přítelkyni Elis Yao v roce 2012 a žijí spolu v Chicagu. 15. října 2014 se jim narodilo první dítě, syn Declan Stump.
Při pauze Fall Out Boy zhubl Stump 30 kilogramů, kvůli zdravotním problémům, počínaje astma až po cukrovku, kterou mu diagnostikovali. Trpí vysokým tlakem a vysokým obsahem cholesterolu v krvi. Tyto problémy byly z části důvodem pauzy.
V roce 2012 byl zvolen členem National Academy of Recording Arts and Sciences v Chicagu.